# 上田克己
上田 克己（うえだ かつみ、1944年8月16日 - ）は、日本の経営者。テレビ大阪社長、会長を務めた。

## 来歴・人物
福岡県出身。1968年に慶應義塾大学経済学部を卒業し、同年に日本経済新聞社に入社した。1999年6月にテレビ東京取締役に就任し、2001年6月に常務を経て、2004年6月にBSジャパン社長に就任。2007年6月にテレビ大阪社長に就任し、2010年6月には会長に就任。